# TI-59

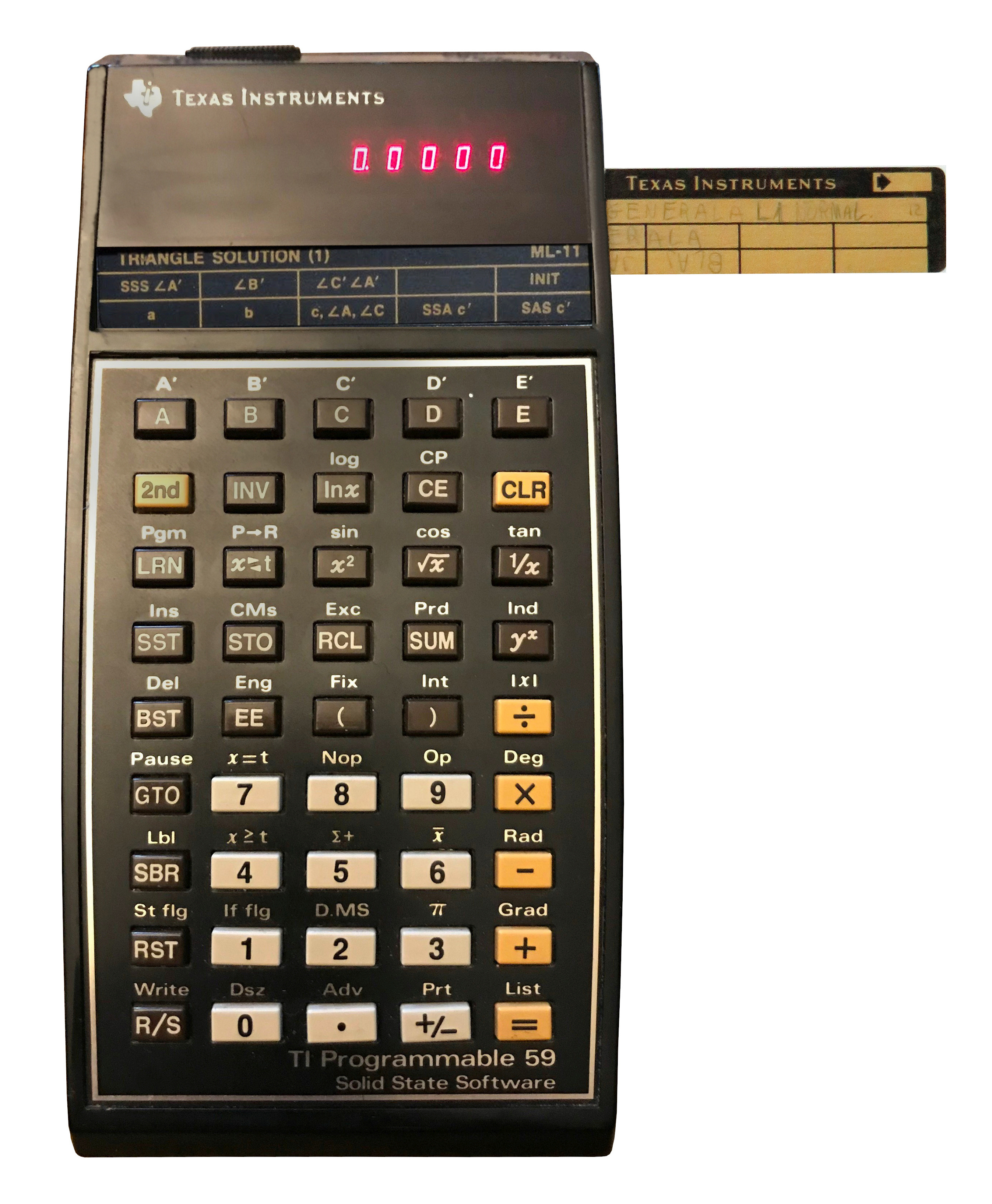
A TI-59

A TI-59 foi uma das primeiras calculadoras programáveis, fabricada pela Texas Instruments em 1977. Foi uma das primeiras calculadoras com visor LED, com habilidade  e flexibilidade para lidar com diversos problemas de cálculo, tornando-se popular entre profissionais de diversas áreas.
Foi a primeira a utilizar módulos conectáveis de programa em memória ROM. O Master Library Module ROM continha várias rotinas pré-programadas e incluia um jogo. Outros módulos para cálculos imobiliários, estatística, etc, eram vendidos separados.
Tinha a capacidade de ler e gravar cartões magnéticos como o visto na imagem ao lado.
Os cartões contavam com uma tarja magnética similar às existentes nos cartões de crédito e eram tracionados automaticamente pela máquina.